# Kolga (Hiiumaa)
Koordinaten: 58° 51′ N, 22° 44′ O
Kolga ist ein Dorf (estnisch küla) in der Landgemeinde Hiiumaa (bis 2017: Landgemeinde Käina). Es liegt auf der zweitgrößten estnischen Insel Hiiumaa (deutsch Dagö).
Kolga hat 17 Einwohner (Stand 31. Dezember 2011).